# Vellozia tillandsioides
Vellozia tillandsioides är en enhjärtbladig växtart som beskrevs av Mello-silva. Vellozia tillandsioides ingår i släktet Vellozia och familjen Velloziaceae. Inga underarter finns listade.